# Točka (likovna umjetnost)
Točka je najmanji likovni element kojim se može graditi likovno djelo; osnovna likovna i optička vrijednost kojom možemo graditi, međusobno kombinirati, nizati ili ih slobodno (pravilno ili nepravilno) raspoređivati na plohi.
Skupljenim (gušćim) ili raspršenim (rjeđim) rasporedom točaka na plohi dobivamo tamnije ili svjetlije tonske vrijednosti, pa i privid zaobljenosti oblika (trodimenzionalnost) - to se naziva modeliranje točkama.
Cijeli jedan umjetnički pravac se osnivao na stvaranju slika točkama boje - poentilizam.